# Gronsveltkameren
Gronsveltkameren is een rijksmonument bestaande uit een rijtje van zes vrijwoningen in de binnenstad van Utrecht.
De kameren werden in 1652 gebouwd in de Agnietenstraat, tegen de stadswal en tegenover de Kameren Maria van Pallaes, die een jaar eerder waren gebouwd. De bouw van de woningen werd uit religieuze en sociale overwegingen bepaald in het testament van Johan van Gronsvelt.
In 1756 moesten de Gronsveltkameren plaatsmaken voor de Fundatie van Renswoude. De huisjes werden afgebroken en herbouwd ten westen van de Nicolaaskerk, vóór de oude ingang. De tuinen grenzen direct aan de kerk. Door de bouw van de huisjes ontstond de Nicolaasdwarsstraat. In 1762 was de bouw voltooid.
Twee dochters van Johan van Gronsvelts erfgenaam, Henrick van Beest, ervoeren het beheer van de kameren als een last en deden de stichting over aan de rooms-katholieke Aalmoezenierskamer. Hun broer Hendrik van Beest was het daar niet mee eens en kreeg na een gerechtelijke procedure het beheer van de middelste kameren toegewezen (nummers 3 en 4). Als gevolg van dit verdeelde beheer zijn uiterlijke verschillen ontstaan door verschillen in uitvoering van onderhoud.
In 1982 werden de kameren door de gemeente gerenoveerd. Het beheer is thans in handen van woningcorporatie Mitros.
In het midden van het rijtje is een gevelsteen aangebracht met de tekst:
Sta toCh beneDe Lees hIIr De ReDe:
De Hr. en Mr. Jan van Gronsvelt, advocaat
des Hofs van Utrecht heeft zes kameren di Gy ziet
Uit liifde puur gesticht door loutre charitaat
Tot Bystand van de lien om Godswil anders niit
Daaronder:
Deze zijn verplaatst
en vernieuwt
in den Iaere 1756.

## Bron
- Verborgen sporen[dode link]